# Yeongsan-myeon
Yeongsan-myeon (koreanska: 영산면) är en socken i kommunen Changnyeong-gun i provinsen Södra Gyeongsang i den sydöstra delen av Sydkorea, 270 km sydost om huvudstaden Seoul. 